# 7035 Gomi
7035 Gomi è un asteroide della fascia principale. Scoperto nel 1995, presenta un'orbita caratterizzata da un semiasse maggiore pari a 3,1754908 UA e da un'eccentricità di 0,1419805, inclinata di 0,62029° rispetto all'eclittica.